# Karima Adebibe
Karima Adebibe (Londra, 14 febbraio 1985) è una modella e attrice britannica. È la modella che ha interpretato Lara Croft, famosa eroina dei videogame nella sua settima e ottava avventura.

## Biografia
Adebibe è nata a Bethnal Green, un distretto di Tower Hamlets (Londra), il 14 febbraio del 1985 da padre marocchino e da madre inglese di origini irlandesi e greco-cipriote. Ha lavorato come commessa di un atelier della Capitale, e per arrotondare lo stipendio ha calcato le passerelle come modella, riuscendo ad apparire anche nelle pubblicità televisive della Coca-Cola e di Manhattan Cosmetics, oltre ad ottenere la copertina di Plurielle Magazine.
Ha eseguito alcuni servizi fotografici. Alle spalle conta una piccola apparizione nel film Alien vs. Predator, nel quale ha il ruolo della vittima sacrificale. Dal 2006 diventa testimonial di Tomb Raider: Legend, noto videogame, interpretando Lara Croft, la protagonista del gioco.

## Filmografia

### Cinema
- Alien vs. Predator, regia di Paul W. S. Anderson (2004)
- Frontier Blues, regia di Babak Jalali (2009)
- Sherlock Holmes - Gioco di ombre (Sherlock Holmes: A Game of Shadows), regia di Guy Ritchie (2011)
- The Leap, regia di Karel van Bellingen (2015)

### Televisione
- Vikings – serie TV, episodi 5x04-5x05-5x06 (2017)
- Fearless – serie TV, 6 episodi (2017)
- Deep State – serie TV, 16 episodi (2018-2019)
- Soulmates – serie TV, episodio 1x02 (2020)
- La Ruota del Tempo (The Wheel of Time) – serie TV, 5 episodi (2023)
- Dune: Prophecy – serie TV, episodi 1x02-1x06 (2024)

## Doppiatrici italiane
Nelle versioni in italiano delle opere in cui ha recitato, Karima McAdams è stata doppiata da:
- Selvaggia Quattrini in Deep State, Soulmates
- Angela Brusa ne La Ruota del Tempo
- Chiara Oliviero in Dune: Prophecy

## Agenzie
- FM Model Agency
- Storm Model Agency - Londra
- Riccardo Gay Model Management
- Talents Models
- Model Management - Amburgo